# Résolution 446 du Conseil de sécurité des Nations unies
Membres permanents
- Chine
- États-Unis
- France
- Royaume-Uni
- URSS

Membres non permanents
- Bangladesh
- Bolivie
- Gabon
- Jamaïque
- Koweït
- Nigéria
- Norvège
- Portugal
- Tchécoslovaquie
- Zambie

Résolution no 445 Résolution no 447
La Résolution 446 est une résolution du Conseil de sécurité de l'ONU qui a été votée le 22 mars 1979  et qui :
- considère que l'établissement, par Israël, de colonies dans les territoires occupés n'est pas une pratique légale et que c'est un obstacle à la paix,
- déplore qu'Israël ne respecte pas les résolutions antérieures (résolution 237, 252 et 298), ainsi que les résolutions de l'assemblée générale des Nations unies,
- demande à Israël de respecter la convention de Genève, de ne pas modifier le statut de Jérusalem,
- décide de créer une commission pour étudier le sujet,
- prie la commission de présenter son rapport avant le 1er juillet 1979,
- prie le secrétaire général de donner à cette commission les moyens de son action,
- décide de suivre la situation dans ces territoires de manière attentive.

Les 3 abstentions sont celles des États-Unis, de la Norvège et du Royaume-Uni

## Contexte historique
Cette résolution n'a pas été respectée par Israël.

## Texte
- Résolution 446 Sur fr.wikisource.org
- Résolution 446 Sur en.wikisource.org